# Peter Harnden
Peter Harnden   (Londres, 9 d'abril de 1913 - Cadaqués, 15 d'octubre de 1971) fou un arquitecte i dissenyador estatunidenc.
Va néixer a Londres, fill d'un diplomàtic americà, la seva joventut la va passar entre Alemanya, Suissa i Espanya. Va estudiar a la Yale School of Arquitecture durant dos anys. El 1936 va fundar el «Grup Studio» a Los Angeles, una oficina dedicada a l'organització d'exposicions d'art, arquitectura i disseny i on va fer amistat amb artistes i creatius. El 1941 estava arruïnat i, coincidint amb l'inici de la segona Guerra Mundial es va alistar al servei d'intel·ligència de l'exèrcit dels Estats Units, on va conèixer l'artista Peter Blake, sent enviat a Europa al llarg dels darrers moments de la guerra. Després va anar a París, on es va casar amb l'aristòcrata russa Missie Vassiltchikov, i on va muntar una oficina de desenvolupament d'exposicions relacionades amb el Pla Marshall a l'ambaixada americana a París, amb un equip internacional d'arquitectes dissenyadors i il·lustradors. El 1949 va contractar a Lanfranco Bombelli, amb qui va iniciar una llarga i fructífera relació professional i personal. Van divulgar la cultura i indústria americana arreu del món, van construir pavellons i organitzar exposicions des d'Osaka fins a Montreal passant per a les principals capitals europees i del nord d'Àfrica.
El 1951, juntament amb Bombelli, va anar a la IX Triennale di Milano, una exposició internacional d'arts decoratives i industrials i arquitectura, on van quedar impressionats pel pavelló espanyol, dissenyat per Josep Antoni Coderch. Un any després va convidar-lo a casa seva a Orgeval, prop de París, i des de llavors va començar una amistat entre els tres. El 1956, el govern americà va tancar la oficina de Harnden a París qui llavors va muntar la seva pròpia oficina amb Bombelli, «Peter Harnden Associates». El 1958, van dissenyar les exposicions interiors del pavelló dels Estats Units a la Fira Mundial de Brussel·les. El 1959 es van establir a Cadaqués, i van comprar i remodelar Villa Gloria on les dues famílies van residir els primers anys. Després es convertiria en la residència de la família Harnden.
El 1962 es va traslladar a Barcelona amb la seva família on va començar a dissenyar i construir cases particulars a Espanya, França, Belgica, Portugal i Itàlia; com la casa del baró i la baronessa Thierry van Zuyland, a Normandia, y la de Woodward de Croisset de París, a prop de Màlaga. A Cadaqués, va convertir les cases de pescadors en residències de vacances per Marcel Duchamp, Mary Gallery i George Staempfli, i també els Srs. Bordeaux Croult de París.
Va morir a casa seva a Cadaqués, el 15 d'octubre de 1971, després d'una llarga malaltia, a l'edat de 58 anys.